# Pentila cydaria
Pentila cydaria är en fjärilsart som beskrevs av Grose-smith 1898. Pentila cydaria ingår i släktet Pentila och familjen juvelvingar. Inga underarter finns listade i Catalogue of Life.